# Castanetum
Il Castanetum è, nella classificazione di Mayr-Pavari, la zona fitoclimatica che si estende fra il Lauretum e il Fagetum.
In Italia occupa oltre un terzo del territorio, interessando gran parte della fascia submontana nell'Italia peninsulare e insulare e quella di pianura e di collina nell'Italia settentrionale.
Questa zona si suddivide in due sottozone secondo il regime termico e in due tipi secondo il regime pluviometrico come riassunto nella seguente tabella.
| Parametri climatici | Parametri climatici | Sottozona calda              | Sottozona calda            | Sottozona fredda        | Sottozona fredda        |
| ------------------- | ------------------- | ---------------------------- | -------------------------- | ----------------------- | ----------------------- |
| Parametri climatici | Parametri climatici | 1º tipo senza siccità estiva | 2º tipo con siccità estiva | 1º tipo Piogge > 700 mm | 2º tipo Piogge < 700 mm |
| Temperatura media   | dell'anno           | 10-15 °C                     | 10-15 °C                   | 10-15 °C                | 10-15 °C                |
| Temperatura media   | del mese più freddo | > 0 °C                       | > 0 °C                     | > -1 °C                 | > -1 °C                 |
| Temperatura media   | dei minimi          | > -12 °C                     | > -12 °C                   | > -15 °C                | > -15 °C                |

Nella sottozona calda il Castanetum mantiene analogie con il Lauretum freddo, dal quale differisce in sostanza per gli inverni più freddi. Alla stessa latitudine, infatti, le due zone possono in parte sovrapporsi secondo le particolari condizioni microclimatiche. Nella sottozona fredda, invece, il Castanetum mostra un carattere di continentalità vera e propria, con la scomparsa definitiva delle specie termofile.
In rapporto all'altitudine l'areale cambia secondo la latitudine, come è riassunto nella tabella seguente:
| Regione               | Limite inferiore | Limite superiore |
| --------------------- | ---------------- | ---------------- |
| Italia insulare       | 700–800 m        | 1300–1500 m      |
| Italia meridionale    | 600 m            | 1200 m           |
| Italia centrale       | 300–500 m        | 900 m            |
| Italia settentrionale | 0–200 m          | 900 m            |

Il Castanetum della sottozona calda, generalmente del 2º tipo, si estende alle altezze minori, è più frequente nell'Italia meridionale e centrale in termini di superficie. Il Castanetum della sottozona fredda si estende invece alle altezze maggiori. È sporadico e limitato a poche stazioni nell'Italia insulare, mentre la sua frequenza aumenta, procedendo verso nord, nell'Appennino fino ad arrivare al nord Italia, dove rappresenta la vegetazione tipica delle aree collinari e della fascia submontana sulle Alpi.
In generale si tratta di un Castanetum del 2º tipo, con estati siccitose più brevi passando dall'Italia meridionale a quella settentrionale.

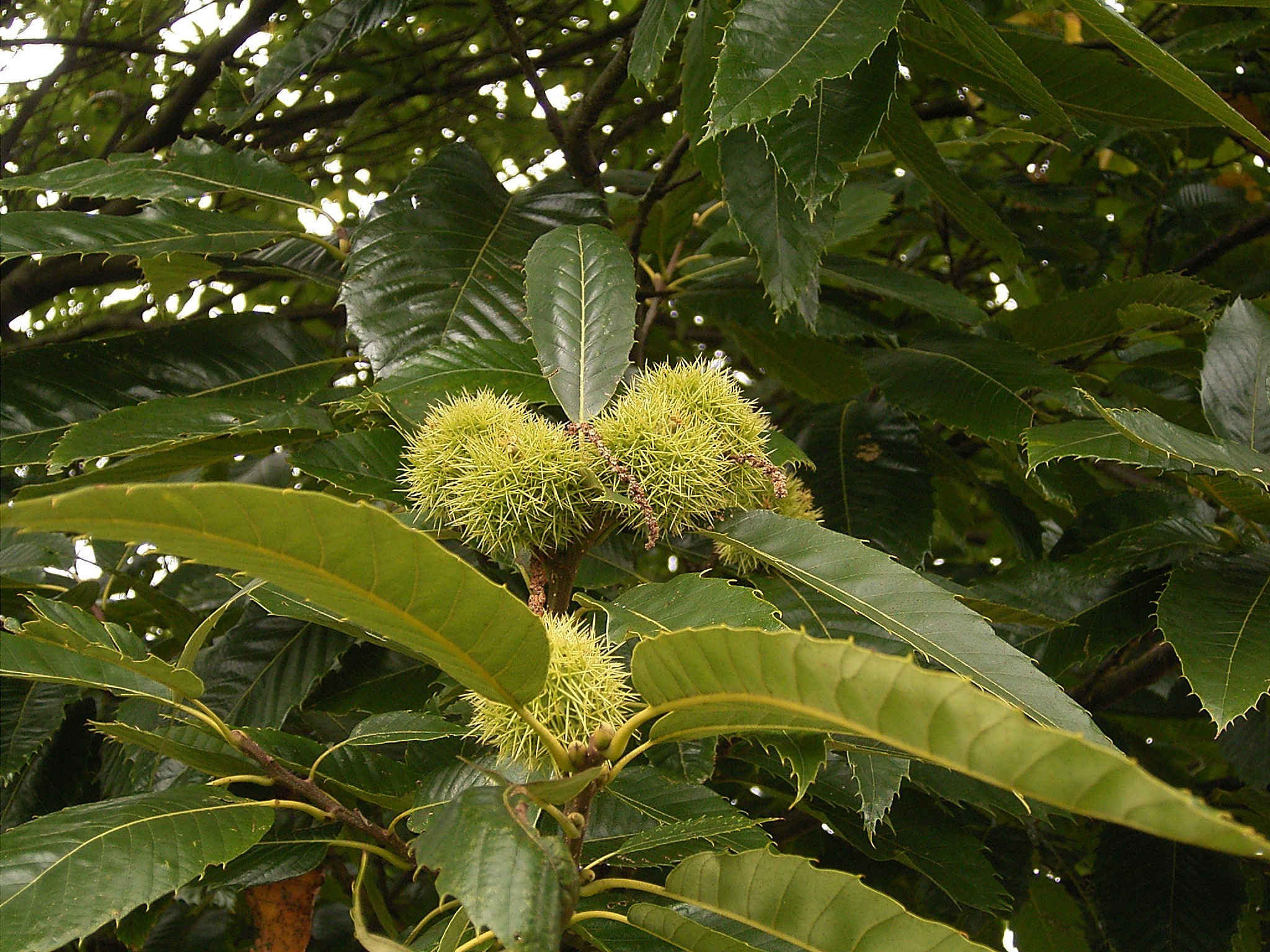
Castanea sativa

La vegetazione di questa zona climatica si presenta alquanto eterogenea dal punto di vista paesaggistico. Nella sottozona calda è prettamente mediterranea e s'identifica nella foresta mediterranea sempreverde o, nelle aree più fresche e umide, nella foresta mediterranea decidua, la prima con associazioni in cui prevalgono le sclerofille, la seconda con associazioni in cui è più marcata la presenza delle caducifoglie. Nella sottozona fredda la vegetazione ha marcati caratteri di continentalità ed è composta da specie mesofile e a foglia caduca.
Specie rappresentative:
- Querce: leccio, farnetto, cerro, roverella, rovere
- Altre latifoglie: frassini, aceri, castagno, ontano, pioppo, carpino nero, carpino bianco, tiglio, ciliegio selvatico, noce, nocciolo, sorbo
- Conifere: ginepro rosso, ginepro

In sostanza le due sottozone hanno gli stessi tipi forestali, tuttavia va sottolineato che passando dal Castanetum caldo al Castanetum freddo nell'ambito dello stesso genere si verifica un avvicendamento fra specie termofile e specie mesofile più resistenti al freddo, come si può osservare dai seguenti esempi:
1. Quercus. Questo genere vede la prevalenza del leccio e del farnetto nella sottozona calda, ai quali si associano il cerro e la roverella nelle stazioni più fresche. Nella sottozona fredda leccio e farnetto scompaiono, sostituiti definitivamente dal cerro, dalla roverella e dalla farnia. Quest'ultima diventa la quercia principale nelle stazioni più fredde.
2. Fraxinus. Il frassino meridionale e l'orniello sono le specie rappresentative del Castanetum caldo, mentre nella sottozona fredda il frassino maggiore andrà a sostituire completamente il frassino meridionale.
3. Juniperus. Il ginepro rosso è la specie prevalente nella sottozona calda, affiancato dal ginepro fenicio, mentre il ginepro comune è più sporadico e presente nelle stazioni più fresche. Nella sottozona fredda scompare il ginepro fenicio e il ginepro comune diventa la specie prevalente. Inoltre fa la sua comparsa il ginepro sabino.